# Joannis Ferrouillat

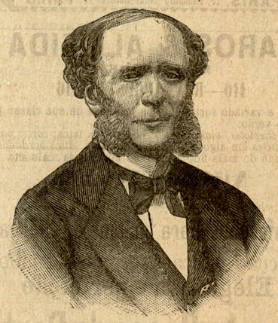
Joannis Ferrouillat (Diário Illustrado 4. Mai 1888)

Joannis Jean-Baptiste Ferrouillat (geboren am 4. Mai 1820 in Lyon; gestorben am 24. März 1903 in Montpellier) war ein französischer Politiker.

## Leben
Joannis Ferrouillat stammte aus einer bürgerlichen Familie und promovierte 1843 in Jura. 1848 wurde er nach der Februarrevolution in die Verfassungsgebende Versammlung der Zweiten Republik gewählt. Zunächst gehörte er zu den konservativen Republikanern; nach der Wahl Louis Napoléons näherte er sich diesem an. Da er 1849 nicht wiedergewählt wurde, ließ er sich als Anwalt nieder.
Während des Zweiten Kaiserreichs gehörte er zur Opposition und wurde trotz dieser Haltung Generalrat der Rhône. Seine Stellung war so stark, dass er in einem Konflikt mit der Präfektur zurücktrat und sofort wiedergewählt wurde. Er pflegte Kontakte zu Arbeitervereinen und stand Eugène Flotard nahe. Während der Pariser Kommune trat er für Verhandlungslösungen ein.
Nach den Parlamentswahlen von 1871 zog er in die Nationalversammlung der Dritten Republik ein. Hier gehörte er zur äußerten Linken und vertrat die Union républicaine Léon Gambettas. Er unterstützte die Initiative Victor Hugos zur Amnestie der Kommunarden. Auch in der Krise des 16. Mai 1877 stand er an der Seite seiner Fraktion.
Von April 1888 bis Februar 1889 war er Justiz- und Kultusminister und schaffte es, gegen die konservative Opposition einen Haushalt durchzusetzen, der die Kürzung der Bischofsgehälter vorsah. Von 1876 bis 1891 saß er als Vertreter des Var im Senat, wo er wie Victor Hugo der äußersten Linken angehörte.
Er ist auf dem Friedhof Loyasse in Lyon begraben.